# Dnopherula obliquifrons
Dnopherula obliquifrons är en insektsart som först beskrevs av Bolívar, I. 1912.  Dnopherula obliquifrons ingår i släktet Dnopherula och familjen gräshoppor. Inga underarter finns listade i Catalogue of Life.